# 요료법

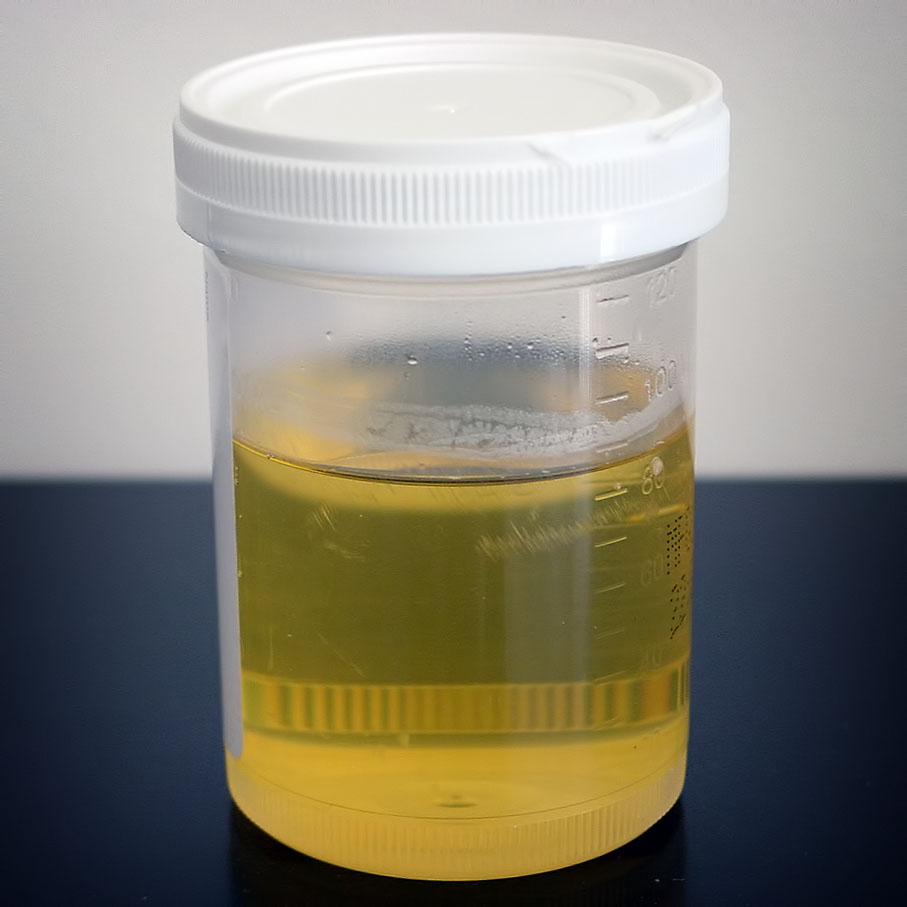
인간의 소변 샘플

요료법(尿療法)은 소변을 이용하여 질병을 치료하는 민간 요법의 하나이다.
자신의 소변을 마시고 자신의 소변으로 자신의 피부 또는 잇몸을 마사지하는 것을 포함하여 의약 또는 미용 목적으로 인간의 소변을 사용하는 것이다. 소변 요법의 유익한 건강 주장을 뒷받침하는 과학적 증거는 없다.

## 같이 보기
- 소변 검사
- 퉁쯔단